# Озолин, Артур Иванович
Арту́р Ива́нович Озо́лин (латыш. Artūrs Ozoliņš, 7 января 1907, Сердобск — 1997, Саратов) — советский и российский историк-славист. Специалист по истории Чехии эпохи средневековья и раннего нового времени. Известен как исследователь движения Яна Гуса. Основатель и редактор «Славянского сборника». В память об Артуре Озолине в СГУ ежегодно проводятся научные чтения.

## Биография
Родился в семье железнодорожника Ивана Ивановича Озолина  и Анны Филипповны Асмус. Его отец был начальником станции Астапово, на которой скончался Л.Н.Толстой. Для Ивана Ивановича пережитое потрясение стало страшным ударом: он пережил писателя только на 3 года.  Овдовевшая Анна Филипповна очень нуждалась, затем во время Гражданской войны от тифа умерли двое ее детей. 
Артур в 1925 году поступил в  Саратовский педагогический техникум, который окончил блестяще в 1928 г. Во время учебы (1927) вступил в ВКП(б). 
В 1930 – 1933 гг. учился одновременно на лингвистическом и историческом факультетах Саратовского педагогического института, параллельно преподавая в Саратовском техникуме иностранных языков и на Сталинградском медрабфаке (1932 – 1934 гг.) В октябре 1934 г. стал ассистентом кафедры истории Запада и Востока Саратовского педагогического института.
С декабря 1942 года по ноябрь 1945 год служил в Красной армии. В июне 1948 года защитил кандидатскую диссертацию «Пражане и табориты» на историческом факультете Московского  государственного университета. С конца 1940-х гг. в качестве совместителя преподавал в СГУ историю южных и западных славян.С 1955 по 1984 год -- сначала доцент, затем профессор кафедры истории средних веков на историческом факультете Саратовского государственного университета.
В 1954 г. был приглашен участвовать в международной научной конференции в Праге, посвященной истории влияния гуситства на европейское общество.   Основатель и редактор «Славянского сборника». Награжден орденом «Знак почета» (1953), несколькими медалями, в том числе памятной медалью Национального музея Чехословакии в честь 550-летия гибели Яна Гуса (1965). 
Артур Иванович Озолин скончался в 1997 году.

## Основные сочинения
- Ohlas husitstvi v nekterych zemich stredni a zapadni Evropy // Mezinarodni ohlas husitstvi. Praha, 1958. S. 285 – 311.
- Из истории гуситского революционного движения. Саратов, 1962.
- Экономические требования бюргерской оппозиции в гуситском революционном движении // Ученые записки Института славяноведения. 1964. Т. 28. С. 165 – 221
- Бюргерская оппозиция в гуситском движении. Социально-политические требования. Саратов, 1973
- Антифеодальная оппозиция в Чехии второй половины XIV – начала XV вв.
- Зарождение гуситской идеологии. Саратов, 1986.